# Oberea pararubetra
Oberea pararubetra är en skalbaggsart som beskrevs av Stefan von Breuning 1965. Oberea pararubetra ingår i släktet Oberea och familjen långhorningar.
Artens utbredningsområde är Laos. Inga underarter finns listade i Catalogue of Life.